# 채하중
채하중(蔡河中, 1299년 ~ 1358년)은 고려의 문신(文臣) 겸 정치가(政治家)이자 외교관(外交官)이며 간신(奸臣)이다. 충혜왕(忠惠王)의 대리청정(代理聽政)을 잠시 지냈다.

## 생애
원나라 이름은 하라티무르(哈刺帖木兒)이다. 그는 고려 충숙왕(高麗 忠肅王) 때이던 1316년에 호군(護軍)이 되어 조적(趙頔) 등과 함께 원나라에 있던 중 심양왕 왕고(瀋陽王 王暠)를 고려 군주에 추대하고자 고려국에 귀국하여, 원나라 군주가 심양왕 왕고를 고려 군주에 책봉했다는 등의 망언을 퍼뜨린 후, 원나라에 돌아가 심양왕 왕고를 섬기면서 몽골족 무뢰배들과의 연명으로써 고려 충숙왕에 대한 무고장을 원나라 조정에 바치는 등 흉모를 그치지 않았다.
조적의 난 때는 충혜왕(忠惠王)을 호종한 공으로 1342년 문하시중 겸 정승 1등공신, 같은 해 1342년부터 1343년까지 충혜왕(忠惠王)의 대리청정(代理聽政)을 잠시 지냈으며, 1344년에 충목왕(忠穆王)이 보위 등극 후 문하우정승(門下右政丞)을 거쳐 이제현(李齊賢) 등과 함께 서연관(書筵官)이 되고, 1354년 평강부원군(平康府院君)에 봉해졌다. 1356년(공민왕 5)에는 결국 전라도 순천(全羅道 順天)에 유배되었다가, 이듬해 1357년 승려 달선(達禪)의 반역 사건에도 연루가 되어 투옥되었는데, 결국 1358년 옥중에서 목을 매어 자살하였고, 결국 공민왕(恭愍王)의 왕명으로 인하여 그 시신이 효수되었다.